# Natália Mazotte
Natália Mazotte és una periodista brasilera especialitzada en dades. Actualment, treballa com a bloguera i assistent de MOOC al Centre Knight per a Periodisme a les Amèriques, un projecte de la Universitat de Texas. És membre actiu de l'Open Knowledge Foundation del Brasil i de l'Escola de Datos. Ha estat involucrada en diferents projectes i comunitats relacionades amb l'obertura de dades i la llibertat de la informació.